# Siarhei Hurenka
Siarhei Hurenka (en belarús: Сяргей Гурэнка; nascut el 30 de setembre de 1972 a Hrodna) és un exfutbolista belarús, que ocupavava la posició de defensa. Posteriorment, fa d'entrenador de futbol

## Trajectòria
Comença la seua carrera professional al modest Chimik Hrodna el 1989. A l'any següent ja és titular, condició que manté fins a 1992, quan fitxa pel Nioman Hrodna, ara ja a la lliga de Belarús.
En 1995 marxa a Rússia per militar al Lokomotiv de Moscou, amb qui disputa 112 partits. El 1999 recala a l'AS Roma, però no acaba de tindre reeixida, igual que al Reial Saragossa de la primera divisió espanyola i a la Parma FC. Seria titular a la Piacenza Calcio, el seu tercer club a Itàlia.
L'any 2003 retorna al Lokomotiv, sent de nou titular, on romandria cinc anys fins que retorna al seu país per militar amb el Dinamo Minsk. En el club capitalí es retira a l'agost del 2009.

## Selecció
Hurenka ha disputat 80 partits amb Belarús, marcant tres gols. Ha estat capità de l'equip en algunes ocasions. És el jugador del seu país amb més internacionalitats.

## Entrenador
Tot just després de penjar les botes, és nomenat assistent de l'entrenador del Dinamo de Minsk Kirill Alshevskiy. Tan sols un mes després, accedeix al càrrec de cap tècnic substituint Alshevski.